# Kvarntjärnarna (Säfsnäs socken, Dalarna)
Kvarntjärnarna är en sjö i Ludvika kommun i Dalarna och ingår i Göta älvs huvudavrinningsområde. Sjön har en area på 0,0985 kvadratkilometer och ligger 390,4 meter över havet. Vid provfiske har abborre fångats i sjön.

## Delavrinningsområde
Kvarntjärnarna ingår i det delavrinningsområde (666928-141727) som SMHI kallar för Inloppet i Lisjön. Medelhöjden är 349 meter över havet och ytan är 21,97 kvadratkilometer. Räknas de 9 avrinningsområdena uppströms in blir den ackumulerade arean 132,57 kvadratkilometer. Gullspångsälven (Liälven) som avvattnar avrinningsområdet har biflödesordning 2, vilket innebär att vattnet flödar genom totalt 2 vattendrag innan det når havet efter 416 kilometer. Avrinningsområdet består mestadels av skog (75 procent). Avrinningsområdet har 0,1 kvadratkilometer vattenytor vilket ger det en sjöprocent på 0,4 procent. Bebyggelsen i området täcker en yta av 0,47 kvadratkilometer eller 2 procent av avrinningsområdet.